# Лонгфорд (графство)
Лонгфорд (ирл. Longfort; англ. Longford) — небольшое по площади и населению графство в центральной части Ирландии. Входит в состав провинции Ленстер на территории Республики Ирландии. Административный центр и крупнейший город — Лонгфорд. Население 39 000 человек (25-е место среди графств Республики Ирландия; данные 2011 г.).

## География
Площадь территории 1091 км² (23-е место).